# Зибрейра
Зибре́йра (порт. Zibreira) — район (фрегезия) в Португалии, входит в округ Сантарен. Является составной частью муниципалитета Торриш-Новаш. По старому административному делению входил в провинцию Рибатежу. Входит в экономико-статистический субрегион Медиу-Тежу, который входит в Центральный регион. Население составляет 1058 человек на 2001 год. Занимает площадь 10,49 км².

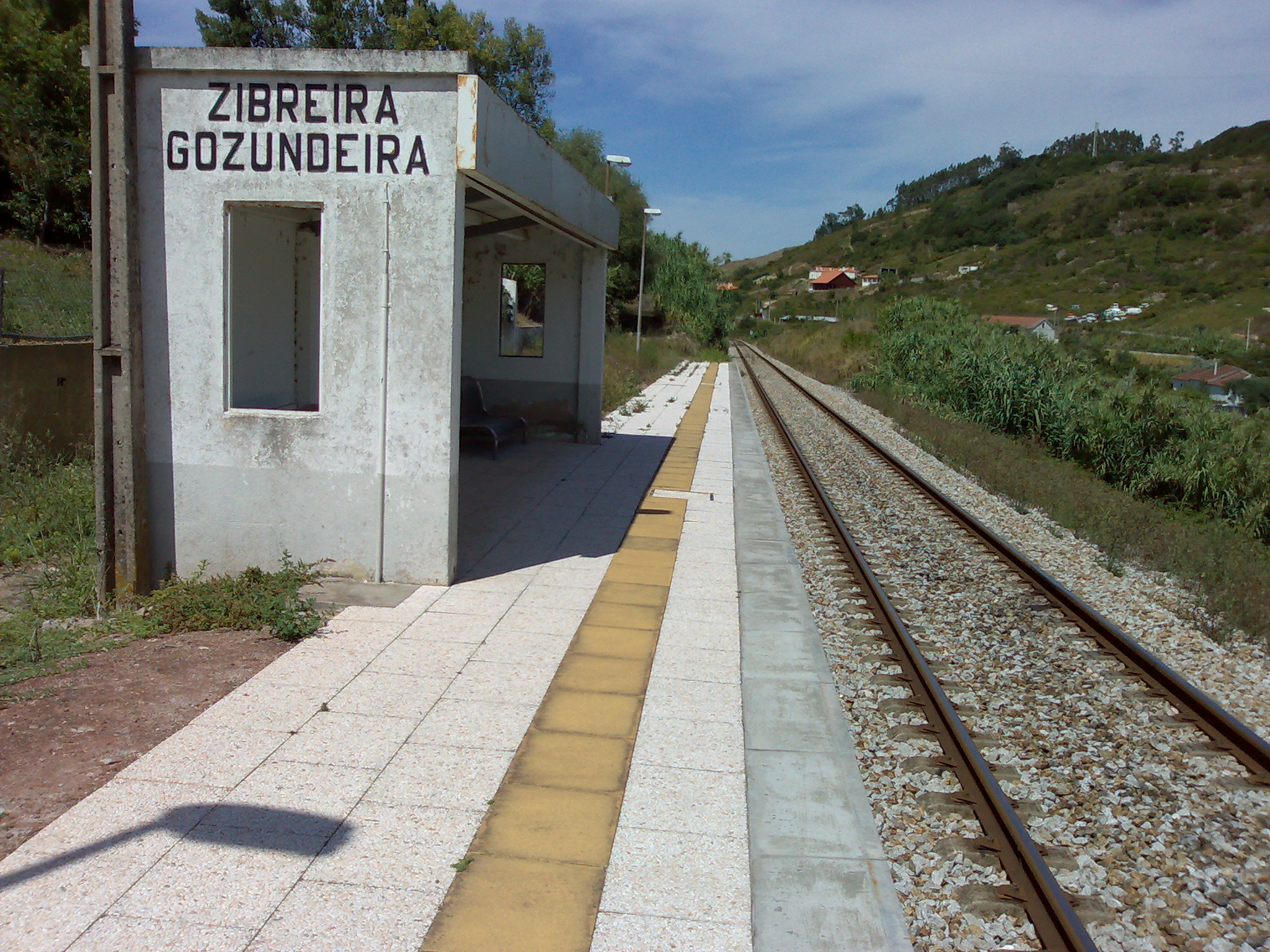
Зибрейра